# Glenea pseudopuella
Glenea pseudopuella är en skalbaggsart som beskrevs av Stefan von Breuning 1958. Glenea pseudopuella ingår i släktet Glenea och familjen långhorningar.
Artens utbredningsområde är Gabon. Inga underarter finns listade i Catalogue of Life.